# العلاقات البحرينية السودانية
العلاقات البحرينية السودانية هي العلاقات الثنائية التي تجمع بين البحرين والسودان.

## مقارنة بين البلدين
هذه مقارنة عامة ومرجعية للدولتين:
| وجه المقارنة                                              | البحرين       | السودان                     |
| --------------------------------------------------------- | ------------- | --------------------------- |
| المساحة (كم2)                                             | 765           | 1.89 مليون                  |
| عدد السكان (نسمة)                                         | 1.49 مليون    | 40.53 مليون                 |
| الكثافة السكانية (ن./كم²)                                 | 194.77 ألف    | 21.44                       |
| العاصمة                                                   | المنامة       | الخرطوم                     |
| اللغة الرسمية                                             | اللغة العربية | اللغة العربية، لغة إنجليزية |
| العملة                                                    | دينار بحريني  | جنيه سوداني                 |
| الناتج المحلي الإجمالي (بليون دولار)                      | 35.31 مليار   | 117.49 مليار                |
| الناتج المحلي الإجمالي (تعادل القوة الشرائية) بليون دولار | 64.16 مليار   | 176.55 مليار                |
| الناتج المحلي الإجمالي الاسمي للفرد دولار أمريكي          | 22.60 ألف     | 2.41 ألف                    |
| الناتج المحلي الإجمالي للفرد دولار أمريكي                 | 45.50 ألف     | 4.07 ألف                    |
| مؤشر التنمية البشرية                                      | 0.824         | 0.479                       |
| رمز المكالمات الدولي                                      | +973          | +249                        |
| رمز الإنترنت                                              | .bh           | سودان                       |
| المنطقة الزمنية                                           | ت ع م+03:00   | ت ع م+03:00، ت ع م+02:00    |

## منظمات دولية مشتركة
يشترك البلدان في عضوية مجموعة من المنظمات الدولية، منها:
| علم المنظمة | اسم المنظمة                                 | تاريخ انضمام البحرين | تاريخ انضمام السودان |
| ----------- | ------------------------------------------- | -------------------- | -------------------- |
|             | المصرف العربي للتنمية الاقتصادية في أفريقيا | ?                    | ?                    |
|             | يونسكو                                      | 18 يناير 1972        | 26 نوفمبر 1956       |
|             | الاتحاد البريدي العالمي                     | ?                    | ?                    |
|             | البنك الدولي للإنشاء والتعمير               | 15 سبتمبر 1972       | 5 سبتمبر 1957        |
|             | منظمة الشرطة الجنائية الدولية               | ?                    | ?                    |
|             | الأمم المتحدة                               | 21 سبتمبر 1971       | 12 نوفمبر 1956       |
|             | الصندوق العربي للإنماء الاقتصادي والاجتماعي | ?                    | ?                    |
|             | منظمة التعاون الإسلامي                      | ?                    | ?                    |
|             | وكالة ضمان الاستثمار متعدد الأطراف          | 12 أبريل 1988        | 7 نوفمبر 1991        |
|             | جامعة الدول العربية                         | 11 سبتمبر 1971       | 19 يناير 1956        |
|             | الاتحاد الدولي للاتصالات                    | 1975                 | 23 أكتوبر 1957       |
|             | مؤسسة التمويل الدولية                       | 22 سبتمبر 1995       | 21 أكتوبر 1960       |
|             | صندوق النقد العربي                          | ?                    | ?                    |
|             | الفريق المعني برصد الأرض                    | ?                    | ?                    |
|             | منظمة حظر الأسلحة الكيميائية                | ?                    | ?                    |
|             | المركز الدولي لتسوية المنازعات الاستشارية   | 15 مارس 1996         | 9 مايو 1973          |

## وصلات خارجية
- موقع وزارة الخارجية البحرينية
- موقع وزارة الخارجية السودانية